# Madecourt
Madecourt est une commune française située dans le département des Vosges, en région Grand Est.

## Géographie

### Localisation
La commune est à 2,1 km de Valeroy-aux-Saules, 3,0 de Rancourt, 4,1 de Rozerotte et 8,7 de Mirecourt.

### Géologie et relief
Madecourt est une petite commune rurale nichée dans une cuvette à 10 km au sud de Mirecourt. Elle s'ouvre à l'est vers Valleroy-aux-Saules où le ruisseau de la Grâce rejoint le Madon.
Les champs et les prés en pente douce séparent le village groupé des forêts limitrophes de Bazoilles-et-Ménil au nord, Rozerotte à l'ouest et Rancourt au sud. L'altitude maximale est atteinte au Haut de Soret.
La commune se compose de 314,55 hectares de territoires agricoles (70,21 %) et 208,17 hectares de forêts et milieux semi-naturels  (29,78 %).
Espaces naturels :
- Deux zones naturelles d'intérêt écologique, faunistique et floristique (Znieff) :

Gîte à chiroptères de Rozerotte.
Vergers de Mirecourt.

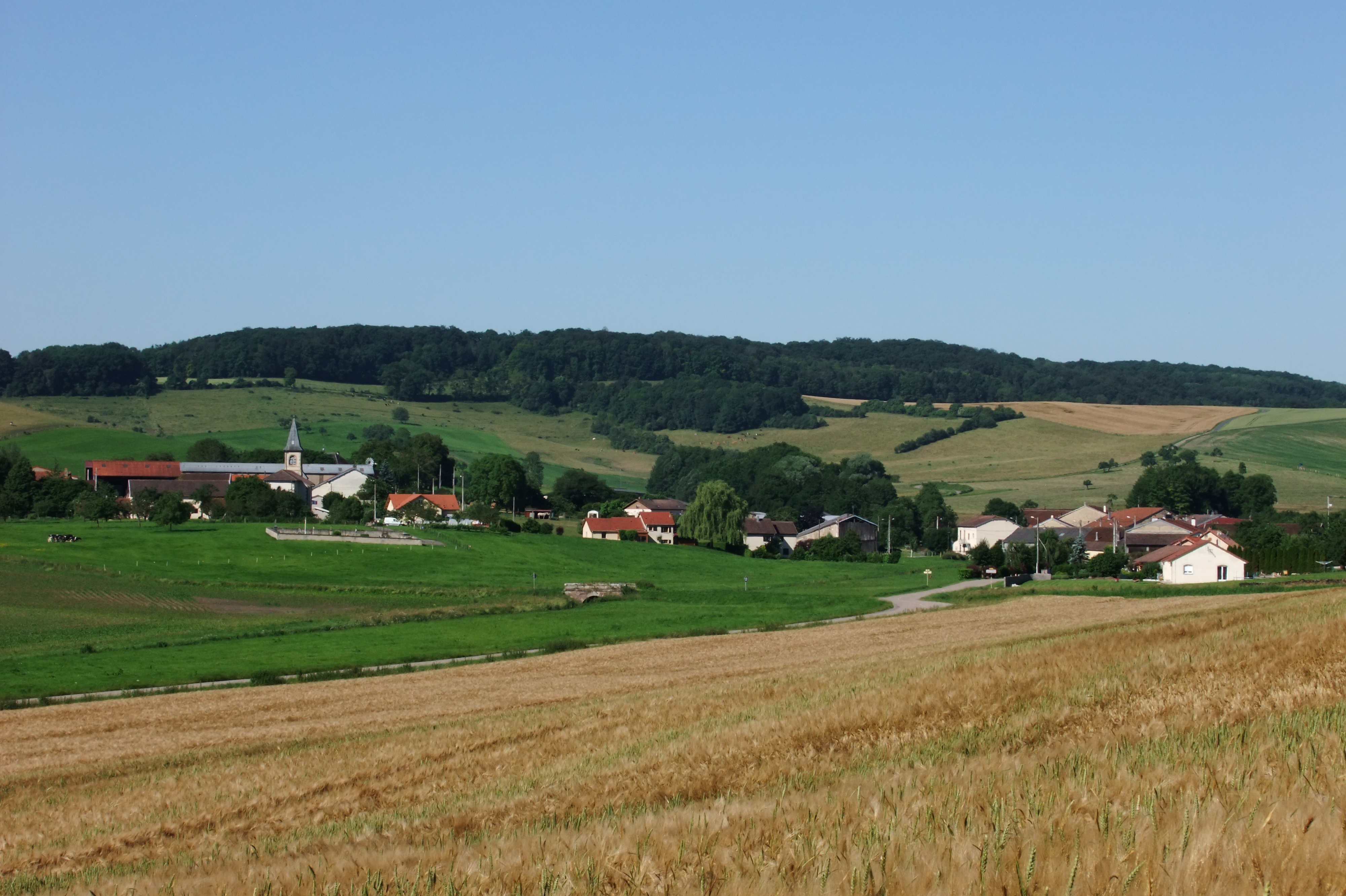
Cadre naturel.
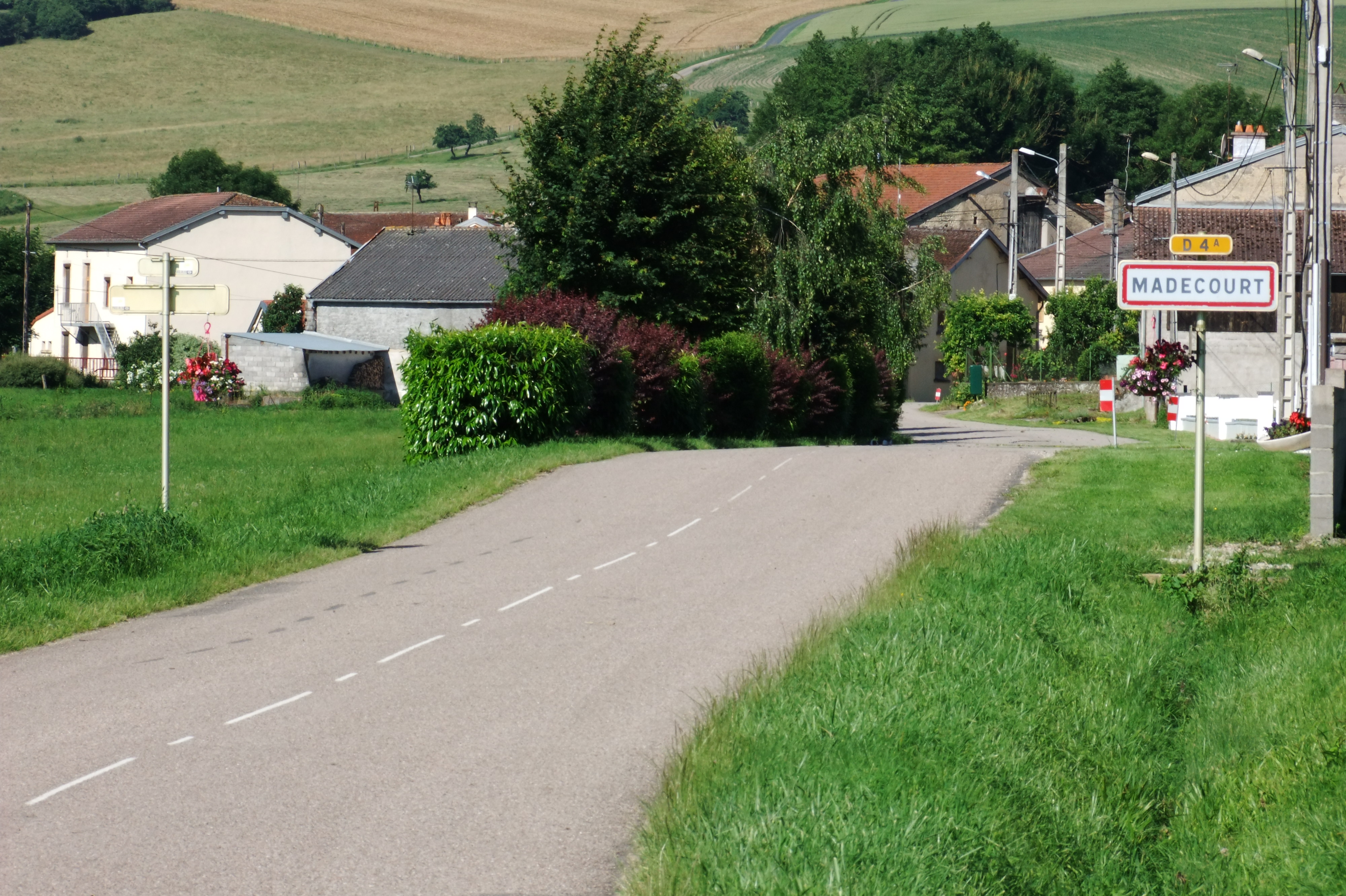
Entrée principale.

### Hydrographie et les eaux souterraines
Hydrogéologie et climatologie : Système d’information pour la gestion des eaux souterraines du bassin Rhin-Meuse :
Territoire communal : Occupation du sol (Corinne Land Cover); Cours d'eau (BD Carthage),
Géologie : Carte géologique; Coupes géologiques et techniques,
 Hydrogéologie : Masses d'eau souterraine; BD Lisa; Cartes piézométriques.

#### Réseau hydrographique
La commune est située dans le bassin versant du Rhin au sein du bassin Rhin-Meuse. Elle est drainée par le ruisseau la Grace,.

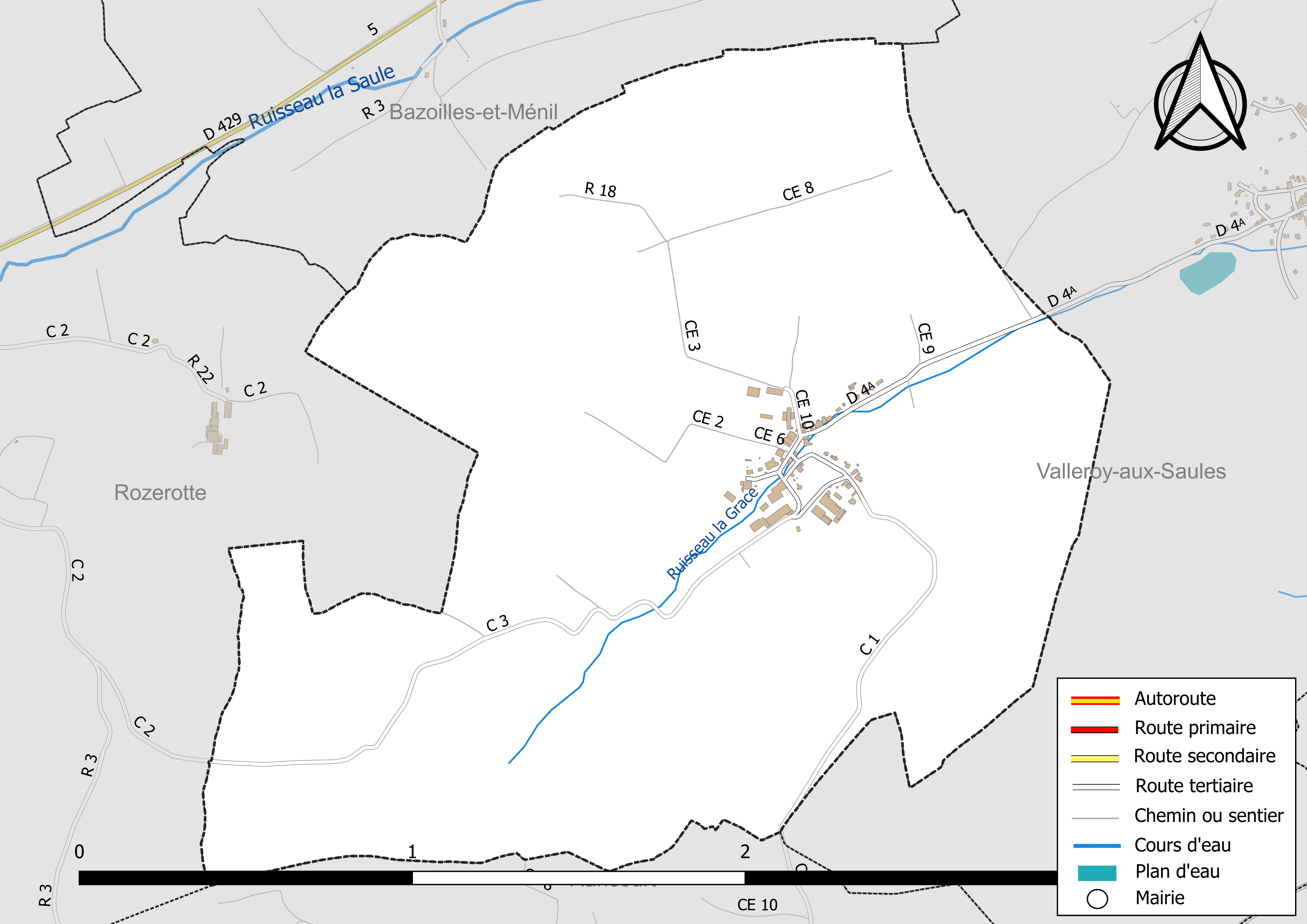
Réseaux hydrographique et routier de Madecourt.

#### Gestion et qualité des eaux
Le territoire communal est couvert par le schéma d'aménagement et de gestion des eaux (SAGE) « Nappe des Grès du Trias Inférieur ». Ce document de planification, dont le territoire comprend le périmètre de la zone de répartition des eaux de la nappe des Grès du trias inférieur (GTI), d'une superficie de 1 497 km2, est en cours d'élaboration. L’objectif poursuivi est de stabiliser les niveaux piézométriques de la nappe des GTI et atteindre l'équilibre entre les prélèvements et la capacité de recharge de la nappe. Il doit être cohérent avec les objectifs de qualité définis dans les SDAGE Rhin-Meuse et Rhône-Méditerranée. La structure porteuse de l'élaboration et de la mise en œuvre est le conseil départemental des Vosges.
La qualité des eaux de baignade et des cours d’eau peut être consultée sur un site dédié géré par les agences de l’eau et l’Agence française pour la biodiversité.

### Climat
Pour des articles plus généraux, voir Climat du Grand Est et Climat des Vosges.
En 2010, le climat de la commune est de type climat des marges montargnardes, selon une étude du Centre national de la recherche scientifique s'appuyant sur une série de données couvrant la période 1971-2000. En 2020, Météo-France publie une typologie des climats de la France métropolitaine dans laquelle la commune est dans une zone de transition entre le climat océanique altéré et le climat océanique altéré et est dans la région climatique  Lorraine, plateau de Langres, Morvan, caractérisée par un hiver rude (1,5 °C), des vents modérés et des brouillards fréquents en automne et hiver.
Pour la période 1971-2000, la température annuelle moyenne est de 9,7 °C, avec une amplitude thermique annuelle de 17 °C. Le cumul annuel moyen de précipitations est de 1 021 mm, avec 13,2 jours de précipitations en janvier et 9,7 jours en juillet. Pour la période 1991-2020, la température moyenne annuelle observée sur la station météorologique de Météo-France la plus proche, « Mirecourt-inra », sur la commune de Mirecourt à 6 km à vol d'oiseau, est de 10,4 °C et le cumul annuel moyen de précipitations est de 824,3 mm. 
La température maximale relevée sur cette station est de 39,5 °C, atteinte le 25 juillet 2019 ; la température minimale est de −19,5 °C, atteinte le 20 décembre 2009,,.
Les paramètres climatiques de la commune ont été estimés pour le milieu du siècle (2041-2070) selon différents scénarios d'émission de gaz à effet de serre à partir des nouvelles projections climatiques de référence DRIAS-2020. Ils sont consultables sur un site dédié publié par Météo-France en novembre 2022.

## Urbanisme

### Typologie
Au 1er janvier 2024, Madecourt est catégorisée commune rurale à habitat très dispersé, selon la nouvelle grille communale de densité à sept niveaux définie par l'Insee en 2022.
Elle est située hors unité urbaine. Par ailleurs la commune fait partie de l'aire d'attraction de Mirecourt, dont elle est une commune de la couronne,. Cette aire, qui regroupe 33 communes, est catégorisée dans les aires de moins de 50 000 habitants,.

### Occupation des sols
L'occupation des sols de la commune, telle qu'elle ressort de la base de données européenne d’occupation biophysique des sols Corine Land Cover (CLC), est marquée par l'importance des territoires agricoles (70,4 % en 2018), une proportion identique à celle de 1990 (70,4 %). La répartition détaillée en 2018 est la suivante : 
zones agricoles hétérogènes (44,5 %), forêts (29,6 %), terres arables (24,3 %), prairies (1,6 %). L'évolution de l’occupation des sols de la commune et de ses infrastructures peut être observée sur les différentes représentations cartographiques du territoire : la carte de Cassini (XVIIIe siècle), la carte d'état-major (1820-1866) et les cartes ou photos aériennes de l'IGN pour la période actuelle (1950 à aujourd'hui).

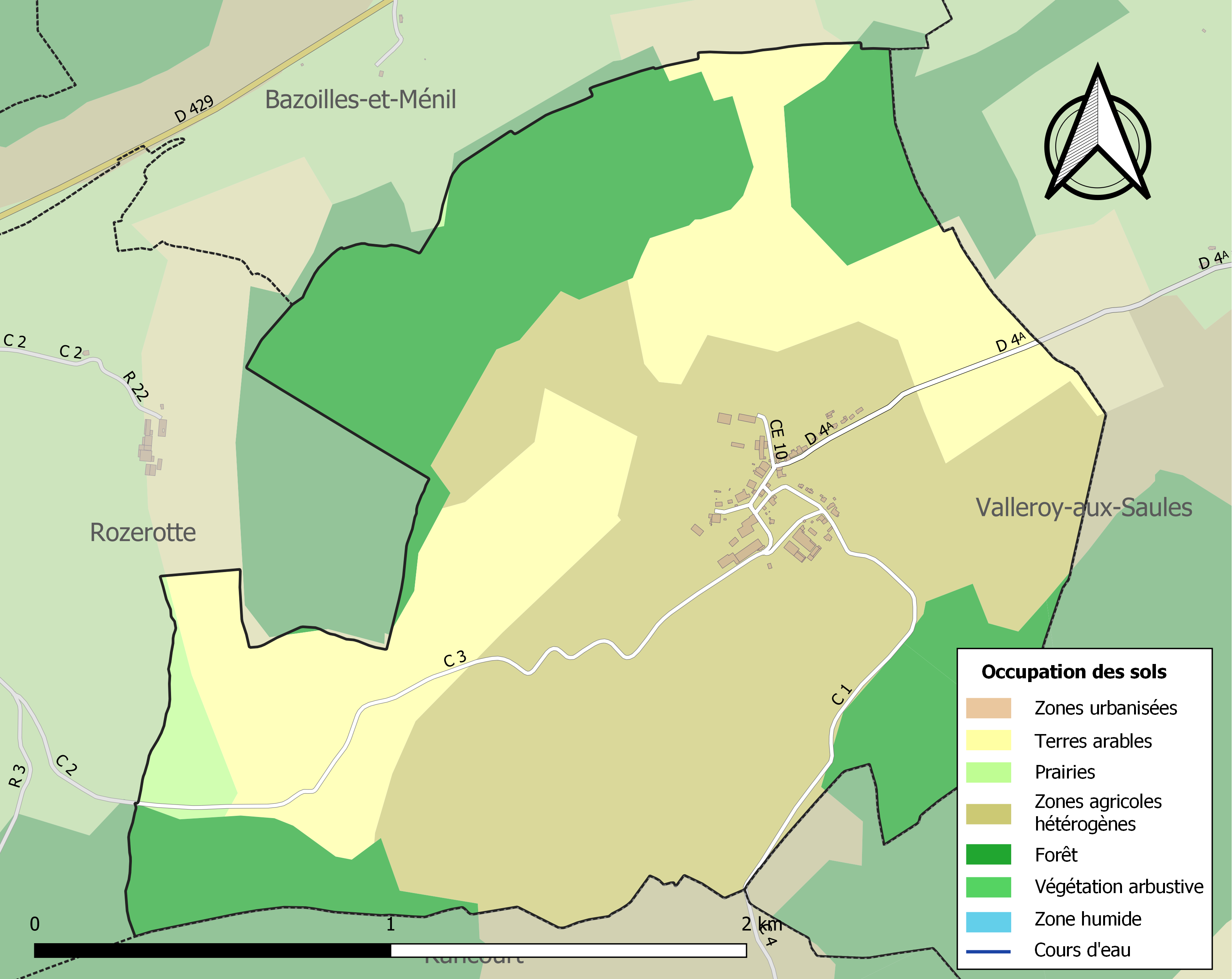
Carte des infrastructures et de l'occupation des sols de la commune en 2018 (CLC).

### Voies de communications et transports

#### Voies routières
- A31 (aussi appelée autoroute de Lorraine-Bourgogne). Échangeurs Châtenois, Bulgnéville.

#### Transports en commun
- Fluo Grand Est.

#### Lignes SNCF
- Gare de Contrexéville
- Gare de Vittel
- Gare de Charmes

#### Transports aériens
- L'Aéroport d'Épinal-Mirecourt « Vosges Aéroport ».

À partir de l'été 2021, l’aéroport d’Épinal-Mirecourt est devenu le "pélicandrome" de la Zone Est et servira ainsi de base de ravitaillement et d’intervention pour les avions bombardiers d’eau connus sous le nom de Dash 8.

## Toponymie
Le nom de la localité est attesté sous les formes ? Matulcurt (1109) ; Allodium de Matinicurte (1148) ; Matrecourt (1187) ; Maudrecourt (1318) ; Madrecourt (1511) ; Madecourt, Maldecourt (1585) ; Mandeconrt (1599) ; Madetour (1663) ; Moittecourt (1656) ; Madecourt, Madecuria (1768) ; Madécourt (1779).

Étymologie

## Histoire
La première mention du nom de Madecourt (Matulant) daterait de 1109. Au XIIe siècle le toponyme est attesté.
Les seigneurs de Valleroy-aux-Saules étaient seigneurs de Madecourt. Le 24 février 1599, Jean des Porcelets donna ses réversales à Charles III, duc de Lorraine, à cause de la donation que le duc lui avait faite des hautes justices et villages de Valleroy et Madecourt. D'autres réversales sont faites en 1663 par Jean-Marie Voili, de Valleroy, et regardent la commune de Madecourt.
Sous l'Ancien Régime, Madecourt faisait partie de la mairie de Velotte et relevait du bailliage de Darney. Au spirituel, Madecourt dépendait de la paroisse de Rancourt, où les bénédictins du Saint-Mont avaient droit de collation.
De 1790 à l'an IX, Madecourt a fait partie du canton de Valfroicourt. Aujourd'hui Madecourt est située dans l'arrondissement de Neufchâteau et le canton de Mirecourt.

## Politique et administration

### Découpage territorial
Par arrêté préfectoral du 15 septembre 2023, la commune est retirée le 1er janvier 2024 de l'arrondissement d'Épinal et rattachée à l'arrondissement de Neufchâteau.

### Liste des maires
| Période                                  | Période       | Identité                     | Étiquette | Qualité                                     |
| ---------------------------------------- | ------------- | ---------------------------- | --------- | ------------------------------------------- |
| Les données manquantes sont à compléter. |               |                              |           |                                             |
| mars 1977                                | mars 2001     | Charles Vançon (1940-2016)   |           | Ouvrier                                     |
| mars 2001                                | novembre 2011 | Claude Morel                 |           | Démissionnaire en cours de mandat           |
| décembre 2011                            | avril 2014    | François Kolodziej           |           |                                             |
| avril 2014                               | décembre 2016 | Gilbert Thiébaut (°1947)     |           | Retraité, démissionnaire en cours de mandat |
| mars 2017                                | 2019          | Daniel Bourgeois (1950-2025) |           | Retraité, démissionnaire en cours de mandat |
| 2019                                     | En cours      | Dominique Serdet             |           | Agricultrice                                |

### Budget et fiscalité 2023

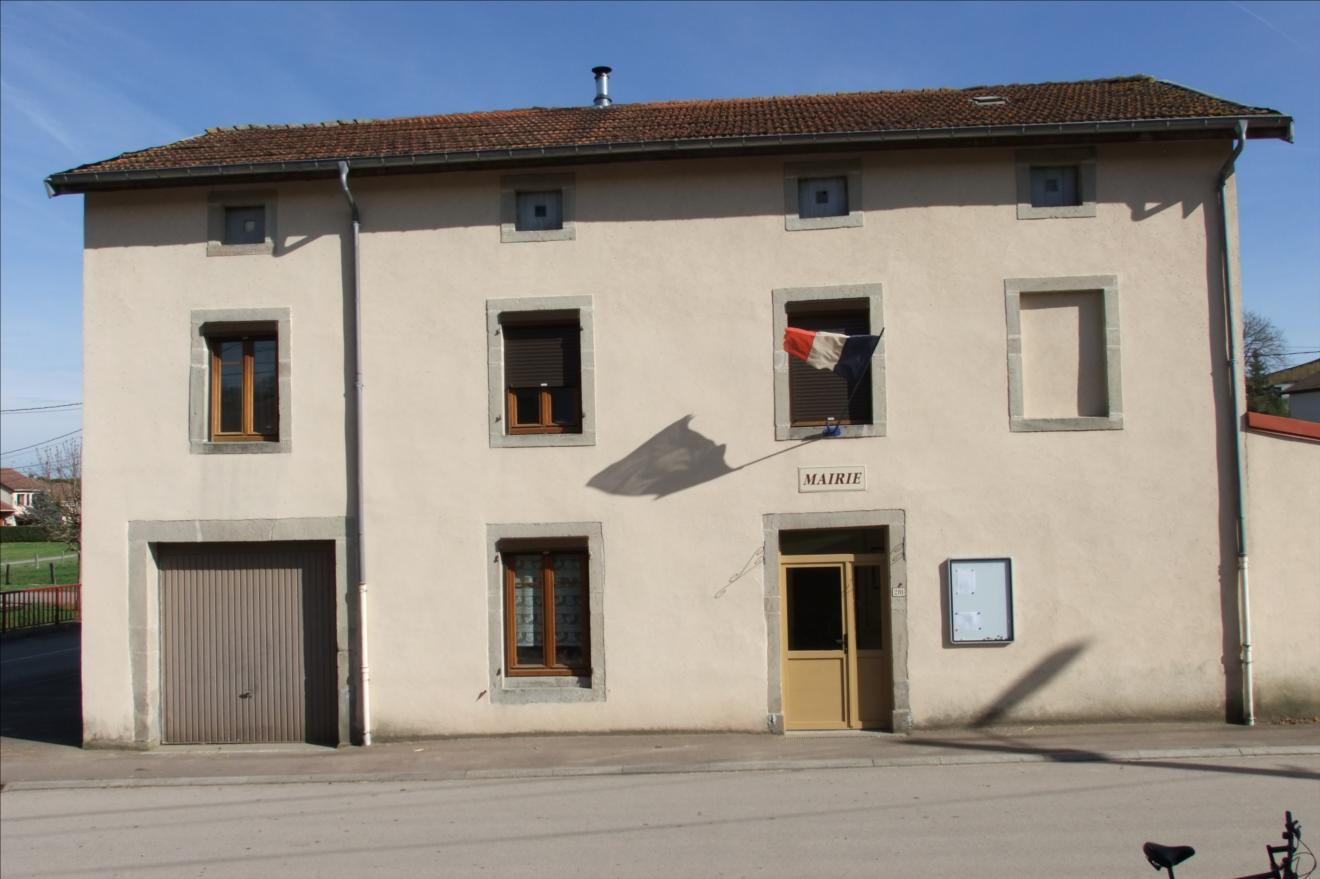
La mairie.

En 2023, le budget de la commune était constitué ainsi :
- total des produits de fonctionnement : 130 000 €, soit 2 714 € par habitant ;
- total des charges de fonctionnement : 78 000 €, soit 1 620 € par habitant ;
- total des ressources d'investissement : 4 000 €, soit 83 € par habitant ;
- total des emplois d'investissement : 1 000 €, soit 22 € par habitant ;
- endettement : 0 €, soit 9 € par habitant.

Avec les taux de fiscalité suivants :
- taxe d'habitation : 22,30 % ;
- taxe foncière sur les propriétés bâties : 40,25 % ;
- taxe foncière sur les propriétés non bâties : 37,57 % ;
- taxe additionnelle à la taxe foncière sur les propriétés non bâties : 0,00 % ;
- cotisation foncière des entreprises : 0,00 %.

Chiffres clés Revenus et pauvreté des ménages en 2021 : médiane en 2021 du revenu disponible, par unité de consommation.

## Population et société

### Démographie

#### Évolution démographique
L'évolution du nombre d'habitants est connue à travers les recensements de la population effectués dans la commune depuis 1793. Pour les communes de moins de 10 000 habitants, une enquête de recensement portant sur toute la population est réalisée tous les cinq ans, les populations de référence des années intermédiaires étant quant à elles estimées par interpolation ou extrapolation. Pour la commune, le premier recensement exhaustif entrant dans le cadre du nouveau dispositif a été réalisé en 2007.

En 2022, la commune comptait 50 habitants, en évolution de −9,09 % par rapport à 2016 (Vosges : −2,96 %, France hors Mayotte : +2,11 %).
| 1793 | 1800 | 1806 | 1821 | 1831 | 1836 | 1841 | 1846 | 1856 |
| ---- | ---- | ---- | ---- | ---- | ---- | ---- | ---- | ---- |
| 121  | 106  | 133  | 144  | 167  | 183  | 206  | 217  | 190  |

| 1861 | 1866 | 1876 | 1881 | 1886 | 1891 | 1896 | 1901 | 1906 |
| ---- | ---- | ---- | ---- | ---- | ---- | ---- | ---- | ---- |
| 180  | 182  | 182  | 175  | 176  | 171  | 164  | 144  | 145  |

| 1911 | 1921 | 1926 | 1931 | 1936 | 1946 | 1954 | 1962 | 1968 |
| ---- | ---- | ---- | ---- | ---- | ---- | ---- | ---- | ---- |
| 123  | 91   | 88   | 82   | 72   | 64   | 73   | 62   | 56   |

| 1975 | 1982 | 1990 | 1999 | 2006 | 2007 | 2012 | 2017 | 2022 |
| ---- | ---- | ---- | ---- | ---- | ---- | ---- | ---- | ---- |
| 44   | 50   | 63   | 72   | 62   | 60   | 61   | 52   | 50   |

### Enseignement
Établissements d'enseignements :
- Écoles maternelles et primaires à Hymont, Bainville-aux-Saules, Mattaincourt, Remoncourt, Mirecourt, Valfroicourt, Begnécourt.
- Collèges à Mirecourt, Dompaire, Vittel, Mandres-sur-Vair, Contrexéville.
- Lycées à Mirecourt, Harol, Mandres-sur-Vair, Contrexéville.

### Santé
Professionnels et établissements de santé :
- Médecins à Remoncourt, Mattaincourt, Mirecourt, Dompaire, Lerrain, Damas-et-Bettegney, Vittel.
- Pharmacies à Remoncourt, Mattaincourt, Mirecourt, Dompaire, Lerrain, Vittel.
- Hôpitaux à Mattaincourt, Mirecourt, Ville-sur-Illon.

### Cultes
- Culte catholique, Paroisse Saint-Pierre-Fourier[35], Diocèse de Saint-Dié.

## Économie

### Entreprises et commerces
- Commerces et services de proximité[36].

## Culture locale et patrimoine

### Lieux et monuments

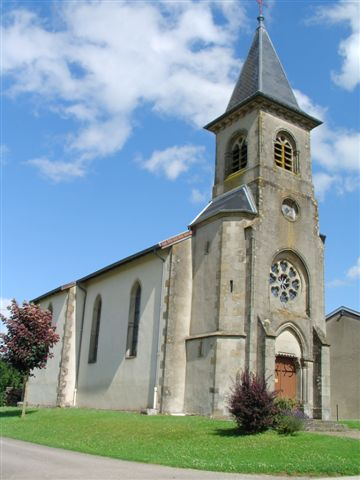
L'église Sainte-Menne.
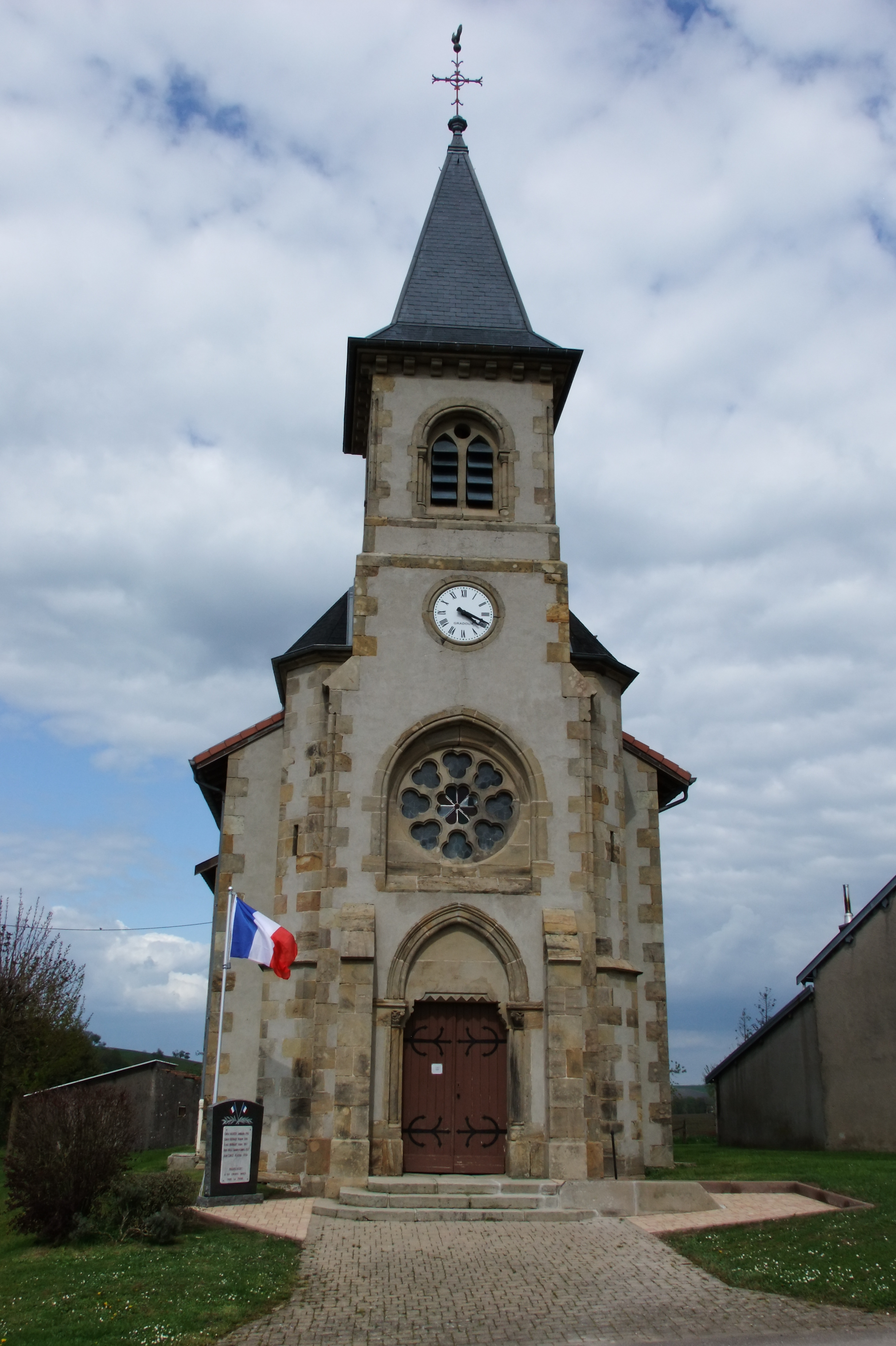
glise Sainte-Menne.
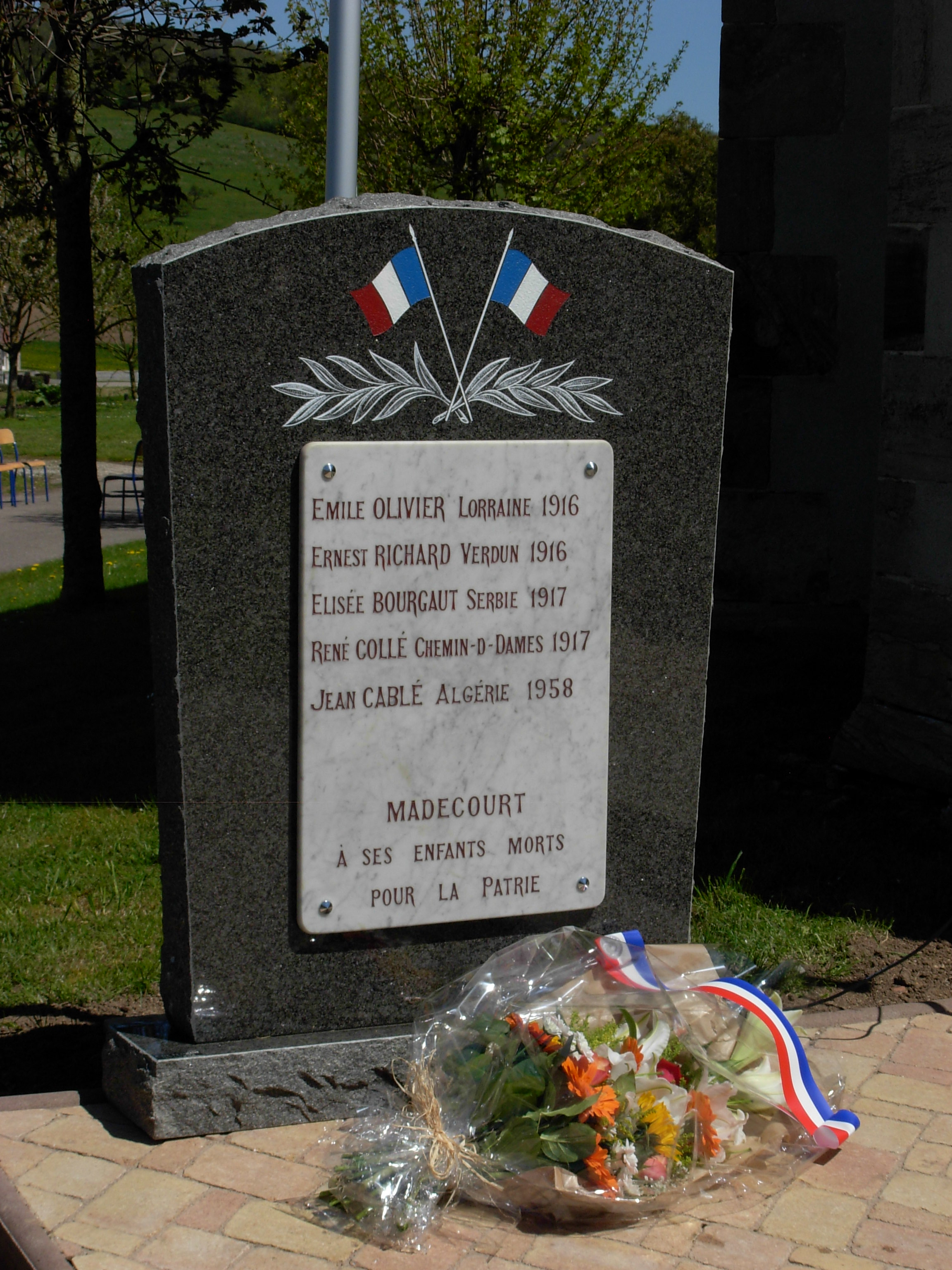
Stèle du souvenir.
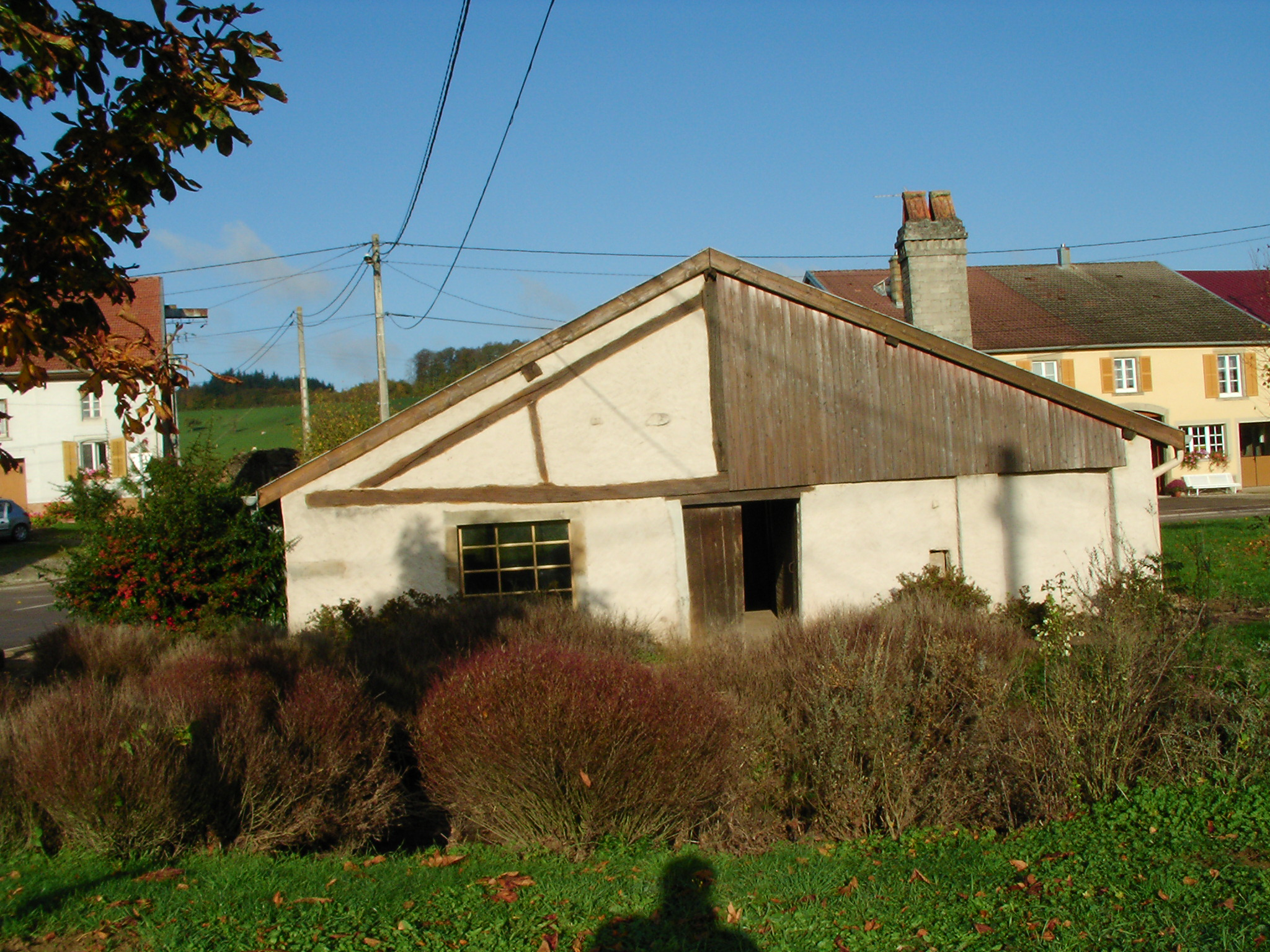
Fontaine couverte à colombage.
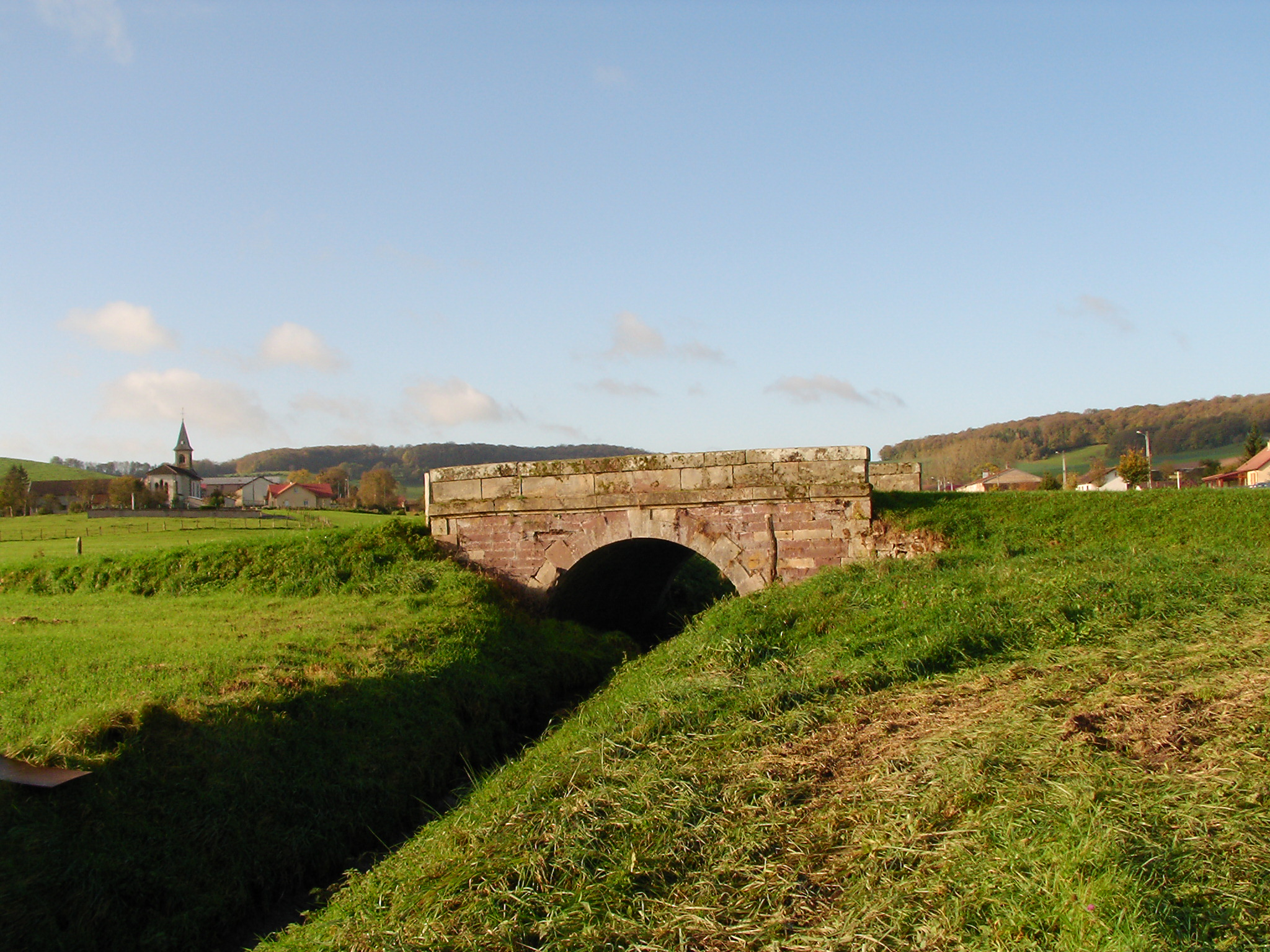
Pont sur la Grâce en aval du village.

- La Grâce, petit ruisseau autrefois fréquenté par les animaux aquatiques, affluent gauche du Madon[2].
- Lavoir[37].
- La mairie et l'école mixte ont été construites en 1834.
- L'église actuelle, édifiée en 1870, est dédiée à sainte Menne.
- Stèle commémorative inaugurée le 5 mai 2016[38],[39].
- Patrimoine rural recensé par le service régional de l'Inventaire général du patrimoine culturel[40].

## Pour approfondir